# William Bentinck, IV duca di Portland
William Henry Scott Cavendish-Bentinck, IV duca di Portland (24 giugno 1768 – 27 marzo 1854), è stato un politico britannico.

## Biografia

### I primi anni
William era il figlio maggiore del primo ministro William Cavendish-Bentinck, III duca di Portland e Lady Dorothy, figlia di William Cavendish, IV duca di Devonshire e Charlotte Boyle, baronessa Clifford. Egli era pertanto fratello maggiore di William e Charles Bentinck. Studiò dapprima a Ealing sotto il tutoraggio privato di Samuel Goodenough, passando dal 1774 alla Westminster School ed infine al Christ Church di Oxford.
Suo padre, che voleva che i suoi figli sperimentassero il lavoro nella loro vita indipendentemente dalla loro posizione sociale agiata, lo inviò a Le Hague nel 1786 al seguito dell'ambasciatore inglese nei Paesi Bassi, sir James Harris, facendo ritorno in patria nel 1789. Al suo ritorno, l'Università di Oxford gli concesse una laurea honoris causam in diritto civile nel 1793.

### La carriera politica
Fu un deputato al parlamento inglese per la sede di Petersfield tra il 1790 e il 1791 e per il Buckinghamshire tra il 1791 e il 1809 e servì sotto suo padre come Lord of the Treasury tra il marzo ed il settembre del 1807. Ad aprile del 1827 è stato nominato Lord del Sigillo Privato da suo cognato George Canning. In quello stesso anno divenne membro del Privy Council. Quando Lord Goderich divenne Primo Ministro nell'agosto 1827, Portland divenne Lord Presidente del Consiglio, fino al gennaio 1828.
Ricoprì la carica onoraria di Lord Luogotenente di Middlesex tra il 1794 e il 1841.
Interessatosi anche di arte, fu socio del British Museum a cui nel 1810 concesse in prestito il Vaso Portland.
Morì nel marzo del 1854 all'età di 85 anni nella sua residenza di Welbeck Abbey, nel Nottinghamshire. Il duca aveva espresso il desiderio di essere sepolto nella chiesa di Bolsover, nel Derbyshire, nei pressi del castello di Bolsover che era da generazioni parte del patrimonio della sua famiglia. Ad ogni modo la sua salma venne invece sepolta nella cappella dei Cavendish.

## Matrimonio e figli
Il 4 agosto 1795, a Londra, sposò Henrietta Scott, figlia del generale John Scott e sua moglie Margaret Dundas. Al momento del suo matrimonio ha ottenuto una licenza Reale per prendere il nome di "Scott" in aggiunta a quello di Bentinck. Ebbero nove figli:
- William Henry, marchese di Titchfield (21 agosto 1796 - 4 marzo 1824), premorì al padre;
- Lady Margaret Harriet (21 aprile 1798 - 9 aprile 1882);
- Lady Caroline (6 luglio 1799 - 23 gennaio 1828);
- John Bentinck, V duca di Portland (12 settembre 1800 - 6 dicembre 1879);
- Lord William George Frederick (27 febbraio 1802 - 21 settembre 1848);
- Lord Henry William (9 giugno 1804 - 31 dicembre 1870);
- Lady Charlotte (1805 - 30 settembre 1889), sposò John Evelyn Denison, I visconte Ossington;
- Lady Lucy Joan (27 agosto 1807 - 29 luglio 1899), sposò Charles Ellis, VI barone Howard de Walden;
- Lady Mary (8 luglio 1809 - 20 luglio 1874), sposò Sir William Topham.

## Ascendenza
|                                                        |                                           |                                                    | Genitori                                             |  |  | Nonni |  |  | Bisnonni                           |  |  | Trisnonni                             |  |
|                                                        |                                           |                                                    |                                                      |  |  |       |  |  | Henry Bentinck, I duca di Portland |  |  | William Bentinck, I conte di Portland |  |
|                                                        |                                           |                                                    |                                                      |  |  |       |  |  | Henry Bentinck, I duca di Portland |  |  | William Bentinck, I conte di Portland |  |
|                                                        |                                           | Anne Villiers                                      |                                                      |  |  |       |  |  | Henry Bentinck, I duca di Portland |  |  |                                       |  |
| William Bentinck, II duca di Portland                  |                                           |                                                    |                                                      |  |  |       |  |  | Henry Bentinck, I duca di Portland |  |  |                                       |  |
|                                                        |                                           | lady Elizabeth Noel                                | Wriothesley Noel, II conte di Gainsborough           |  |  |       |  |  |                                    |  |  |                                       |  |
|                                                        |                                           | lady Elizabeth Noel                                | Wriothesley Noel, II conte di Gainsborough           |  |  |       |  |  |                                    |  |  |                                       |  |
|                                                        |                                           | lady Elizabeth Noel                                | hon. Catherine Greville                              |  |  |       |  |  |                                    |  |  |                                       |  |
| William Henry Cavendish-Bentinck, III duca di Portland |                                           | lady Elizabeth Noel                                |                                                      |  |  |       |  |  |                                    |  |  |                                       |  |
|                                                        |                                           | Edward Harley, II conte di Oxford e conte Mortimer | Robert Harley, I conte di Oxford e conte di Mortimer |  |  |       |  |  |                                    |  |  |                                       |  |
|                                                        |                                           | Edward Harley, II conte di Oxford e conte Mortimer | Robert Harley, I conte di Oxford e conte di Mortimer |  |  |       |  |  |                                    |  |  |                                       |  |
|                                                        |                                           | Edward Harley, II conte di Oxford e conte Mortimer | Elizabeth Foley                                      |  |  |       |  |  |                                    |  |  |                                       |  |
| lady Margaret Cavendish Harley                         |                                           | Edward Harley, II conte di Oxford e conte Mortimer |                                                      |  |  |       |  |  |                                    |  |  |                                       |  |
|                                                        |                                           | lady Henrietta Cavendish Holles                    | John Holles, I duca di Newcastle-upon-Tyne           |  |  |       |  |  |                                    |  |  |                                       |  |
|                                                        |                                           | lady Henrietta Cavendish Holles                    | John Holles, I duca di Newcastle-upon-Tyne           |  |  |       |  |  |                                    |  |  |                                       |  |
|                                                        |                                           | lady Henrietta Cavendish Holles                    | lady Margaret Cavendish                              |  |  |       |  |  |                                    |  |  |                                       |  |
| William Bentinck, IV duca di Portland                  |                                           | lady Henrietta Cavendish Holles                    |                                                      |  |  |       |  |  |                                    |  |  |                                       |  |
|                                                        | William Cavendish, III duca di Devonshire | William Cavendish, II duca di Devonshire           |                                                      |  |  |       |  |  |                                    |  |  |                                       |  |
|                                                        | William Cavendish, III duca di Devonshire | William Cavendish, II duca di Devonshire           |                                                      |  |  |       |  |  |                                    |  |  |                                       |  |
|                                                        | William Cavendish, III duca di Devonshire | lady Rachel Russell                                |                                                      |  |  |       |  |  |                                    |  |  |                                       |  |
| William Cavendish, IV duca di Devonshire               | William Cavendish, III duca di Devonshire |                                                    |                                                      |  |  |       |  |  |                                    |  |  |                                       |  |
|                                                        |                                           | Catherine Hoskins                                  | John Hoskins                                         |  |  |       |  |  |                                    |  |  |                                       |  |
|                                                        |                                           | Catherine Hoskins                                  | John Hoskins                                         |  |  |       |  |  |                                    |  |  |                                       |  |
|                                                        |                                           | Catherine Hoskins                                  | Catherine Hale                                       |  |  |       |  |  |                                    |  |  |                                       |  |
| lady Dorothy Cavendish                                 |                                           | Catherine Hoskins                                  |                                                      |  |  |       |  |  |                                    |  |  |                                       |  |
|                                                        |                                           | Richard Boyle, III conte di Burlington             | Charles Boyle, II conte di Burlington                |  |  |       |  |  |                                    |  |  |                                       |  |
|                                                        |                                           | Richard Boyle, III conte di Burlington             | Charles Boyle, II conte di Burlington                |  |  |       |  |  |                                    |  |  |                                       |  |
|                                                        |                                           | Richard Boyle, III conte di Burlington             | Juliana Noel                                         |  |  |       |  |  |                                    |  |  |                                       |  |
| Charlotte Elizabeth Boyle, marchesa di Hartington      |                                           | Richard Boyle, III conte di Burlington             |                                                      |  |  |       |  |  |                                    |  |  |                                       |  |
|                                                        |                                           | lady Dorothy Savile                                | William Savile, II marchese di Halifax               |  |  |       |  |  |                                    |  |  |                                       |  |
|                                                        |                                           | lady Dorothy Savile                                | William Savile, II marchese di Halifax               |  |  |       |  |  |                                    |  |  |                                       |  |
|                                                        |                                           | lady Dorothy Savile                                | lady Mary Finch                                      |  |  |       |  |  |                                    |  |  |                                       |  |
|                                                        |                                           | lady Dorothy Savile                                |                                                      |  |  |       |  |  |                                    |  |  |                                       |  |